# Georg Scholl
Pour les articles homonymes, voir Scholl.
Johann Georg Scholl, né le 24 octobre 1751 à Weilbach (Bavière) (autrefois Électorat de Mayence) et mort le 17 mai 1831 à Vienne, est un jardinier-botaniste autrichien attaché au palais de Schönbrunn.

## Éléments biographiques

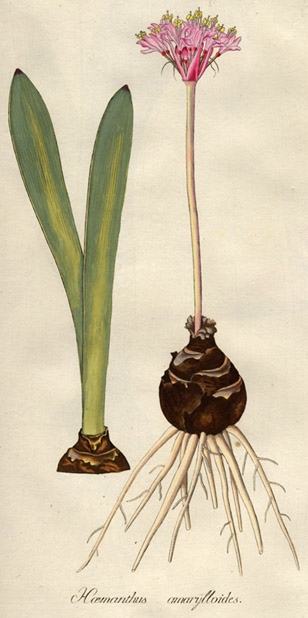
Haemanthus amarylloides Jacq. Une des nombreuses fleurs rapportées du Cap par Boos et Scholl

Georg Scholl est le fils d'un  petit fermier. Il devient garçon-jardinier en 1785 à Schönbrunn et travaille aussi à la ménagerie, où il apprend des rudiments de botanique. Il est envoyé quelques mois plus tard sur ordre de l'empereur Joseph II, comme adjoint du botaniste Franz Boos, collecter des spécimens de flore au Cap et dans la région du cap de Bonne-Espérance pour son cabinet de Vienne et son jardin botanique. Scholl arrive à la fin du mois de mai 1786 et entreprend plusieurs missions courtes avec l'Écossais Francis Masson et le commissaire Robert Jacob Gordon, puis des missions plus longues. Il demeure au Cap, lorsque Franz Boos part le 18 février 1787 pour l'île Bourbon et à l'île de France qui est le but du voyage où il doit travailler au jardin du Roy à Pamplemousses, afin de procéder au choix de plantes exotiques qu'il doit rapporter en Autriche. Boos revient au Cap un an plus tard avec une collection si importante qu'il est impossible de la transporter en une seule fois. Il prend le bateau pour l'Europe en août 1788.
Scholl sera demeuré quatorze ans au total dans la province du Cap, avant de rentrer à son tour. Masson y demeure également pendant une grande partie de cette époque et évoque dans sa correspondance avec Joseph Banks les difficultés qu'ils rencontrent pour transporter leurs collections en Europe. Une partie est transportée en 1790 par le Placeres commandé par Nicolas Baudin et déchargée à l'île de la Trinité.
Boos et Scholl, et Scholl seul pendant une grande partie, sont allés chercher des spécimens, jusqu'au nord dans la région du Namaqualand et à l'est jusqu'au Cap-Oriental appelé alors Caffrarie.
Ces collections ont permis d'enrichir de façon significative celles du palais de Schönbrunn et une grande partie de ce matériel a été étudié et illustré à l'époque par Jacquin. Même un squelette de girafe a été envoyé à Vienne.
Il retourne au service de Schönbrunn en 1799 et devient jardinier de la Cour en 1802, année où il prend son service au Belvédère.